# Ricardo Calero
Ricardo Calero (* 1955, Zaragoza, Španělsko) je španělský konceptuální fotograf. Svá díla vytváří tak, že nechává na papír působit světlo, čas, počasí, ale i výstřely z pistole. Základními motivy umělcovy tvorby jsou existence a přežití.

## Cykly
Ve svém cyklu Pošetilosti se nechal inspirovat grafickými listy Goyi, jež jsou opředeny záhadami a nejsou o nich žádné dobové písemné zmínky. Goyovy náměty vyjadřují mezilidské vztahy. V sérii Co víc mi můžeš dát nechal do vrstvy 22 na sebe položených papírů 22x vystřelit a po každém výstřelu jeden papír odebral. Na vzniku tohoto cyklu se podílela i španělská policie. Přežití pro něj reprezentuje vztah k zemi, k půdě. V práci Více, více světla umístil řadu bílých kamenů s papíry (nikoliv fotografickými) na 22 dní pod vybrané kameny na poli nedaleko Fuendentos, kde se Goya narodil. Krycí kameny fungovaly jako lisy a zanechaly po sobě stopy lišejníků, hlíny, vlhka a měnící se teploty. K symbolickému číslu 22 dovedl umělce právě počet listů Goyova cyklu Pošetilosti.
Experimentům s papíry se Calero věnoval již dříve. V projektu Natural Taunus v letech 2001 – 2003 nechával tvořit samotnou přírodu na obyčejné papíry. Nechával obtisknout detaily různých trav, listů a částí rostlin v čase.